# Olof Lagerborg
Olof Olofsson Lagerborg (före 1719 Skragge), född 4 november 1670 på Uggelsäter i Huggenäs socken, Värmlands län, död 4 juni 1736 på Brölunda i Söderby-Karls socken, Stockholms län, var en svensk militär.
Olof Skragge var son till korpralen vid Livregementet till häst Olof Olofsson Skragge. Han blev 1687 ryttare vid Livregementet till häst och 1690 frivillig vid Närke-Värmlands regemente, där han 1700 avancerade till sergeant och deltog med sitt regemente i Karl XII:s polska fälttåg och närvarade vid belägringen av Riga, slaget vid Kliszów och stormningen av Lemberg. 1705 blev han löjtnant. Han deltog i fälttåget mot Ryssland men fick i februari 1708 avsked på grund av skador han erhållit i slaget vid Grodno och återvände hem. 1709, då Livregementet till häst nyuppsattes efter slaget vid Poltava utnämndes han till ryttmästare vid regementet. Han deltog året därpå med utmärkelse i slaget vid Helsingborg men fick 1716 åter avsked. 1719 adlades han med namnet Lagerborg och tilldelades då överstelöjtnants titel. Som befälhavare över bönderna i Roslagen stoppade han i juli 1719 under rysshärjningarna ett ryskt landstigningsförsök i Ortalaviken men kunde inte hindra ryssarna att bränna Norrtälje. 1725 inkallades han för rätta för att försvara sina insatser i samband med det ryska angreppet. Lagerborg deltog vid riksdagen 1723–1724 och intog där en franskvänlig ståndpunkt.